# По цей бік раю
«По цей бік раю» (англ. This Side of Paradise) — дебютний роман американського письменника Ф. Скотта Фіцджеральда, виданий у 1920 році. Твір став літературним маніфестом «епохи джазу», висвітлюючи життя, цінності та соціальні трансформації безтурботної американської молоді початку XX століття. Головний герой — красень Еморі Блейн, талановитий студент із середнього класу, який навчається в Принстонському університеті, захоплюється літературою та переживає низку нетривалих романтичних захоплень. Роман розкриває тему кохання, зіпсованого  жадібністю та амбіціями щодо соціального статусу. Назву твору Фіцджеральд запозичив з рядка вірша Руперта Брука Tiare Tahiti і роками доопрацьовував текст, перш ніж видавництво Чарльз Скрібнерз санс погодилося на його публікацію.
Після публікації у березні 1920 року, роман миттєво сколихнув Сполучені Штати та отримав схвальні відгуки критиків, які визнали його видатним дебютом. За перший рік книга витримала дванадцять видань, розійшовшись накладом у 49 075 примірників. Хоча вона не потрапила до десятки бестселерів року й не принесла Фіцджеральду багатства, проте зробила його знаменитим. Ця популярність дозволила письменнику отримувати вищі гонорари за оповідання, а покращене фінансове становище переконало його наречену Зельду Сейр взяти з ним шлюб. Особливу популярність роман здобув серед молодих американців, преса проголосила 23-річного автора прапороносцем «бунтівної молоді».
Хоча в романі змальовано молодіжну культуру Америки 1910-х років, його стали хибно асоціювати з легковажним післявоєнним суспільством 1920-х. Фіцджеральда вважали першим письменником, що привернув загальнонаціональну увагу до молодого покоління епохи джазу, особливо до флеперок — молодих емансипованих жінок 1920-х. На відміну від «втраченого покоління», до якого, за твердженням Ґертруди Стайн, належали Гемінґвей і Фіцджеральд, представники «епохи джазу» були молодшими і не зазнали жахів Першої світової війни. Роман став каталізатором національної дискусії, звернувши увагу суспільства на гедоністичні тенденції серед молоді та порушивши питання моральних цінностей нового покоління.
Після публікації за Фіцджеральдом закріпилась репутація безпутного хронікера бунтівної молоді, він став об'єктом засудження з боку консервативних кіл. Критики звинувачували його у підбурювані «палкої молоді» до відкидання традиційних цінностей «старої гвардії». Чимало консервативних діячів зустріли звістку про смерть Фіцджеральда у 1940 році з відвертим задоволенням. Через таке сприйняття письменника та його творчості Балтиморська єпархія відмовила його родині у праві поховати його на церковному кладовищі Святої Марії в Роквіллі, штат Меріленд.

## Короткий зміст сюжету
This Side of Paradise (1920)
Еморі Блейн, юнак із Середнього Заходу, плекає віру у своє особливе призначення, хоч і не до кінця розуміє свою сутність. У підготовчій школі він стає квотербеком футбольної команди. Віддаляючись від ексцентричної матері Беатріс, Еморі знаходить наставника в особі католицького священика Тайєра Дарсі. На другому курсі навчання в Принстоні, під час різдвяних канікул у Міннеаполісі, він закохується в багату дебютантку Ізабель Борже, з якою вперше зустрівся ще в дитинстві. Між Еморі та Ізабель зав'язуються романтичні стосунки.
У Принстоні Еморі активно листується з Ізабель, але його схильність до критики відштовхує її і призводить до розриву їхніх стосунків під час відпочинку на Лонг-Айленді. Юнак, шукаючи розради, проводить час з однокурсницею з Принстона в квартирі нью-йоркських жінок вільної поведінки. Спочатку він вагається, чи залишитися на ніч, але голос совісті та внутрішні докори змушують його піти. Провчившись чотири роки в Принстоні, з початком Першої світової війни Еморі йде служити до армії Сполучених Штатів. Його відправляють на Західний фронт, де він стикається з жорстокістю окопної війни. Перебуваючи за кордоном, він дізнається про смерть матері Беатріс і що більша частина родинного статку зникла через невдалі інвестиції.
Після закінчення Першої світової війни та укладення перемир'я з Імперською Німеччиною в листопаді 1918 року Еморі оселяється в Нью-Йорку, де опиняється в епіцентрі культурних змін епохи джазу. Після невдалого роману з Ізабель він починає стосунки з Розаліндою Коннадж, холодною та самозакоханою флеперкою. Відчайдушно шукаючи стабільний заробіток, Еморі влаштовується в рекламне агентство, але ненавидить цю роботу. Його стосунки з Розаліндою погіршуються, оскільки вона віддає перевагу Доусону Райдеру — заможному залицяльнику з вищим соціальним статусом. Отримавши відмову від Розалінди через відсутність фінансових перспектив, Еморі кидає роботу в рекламі та починає пиячити напередодні введення «сухого закону» в США.

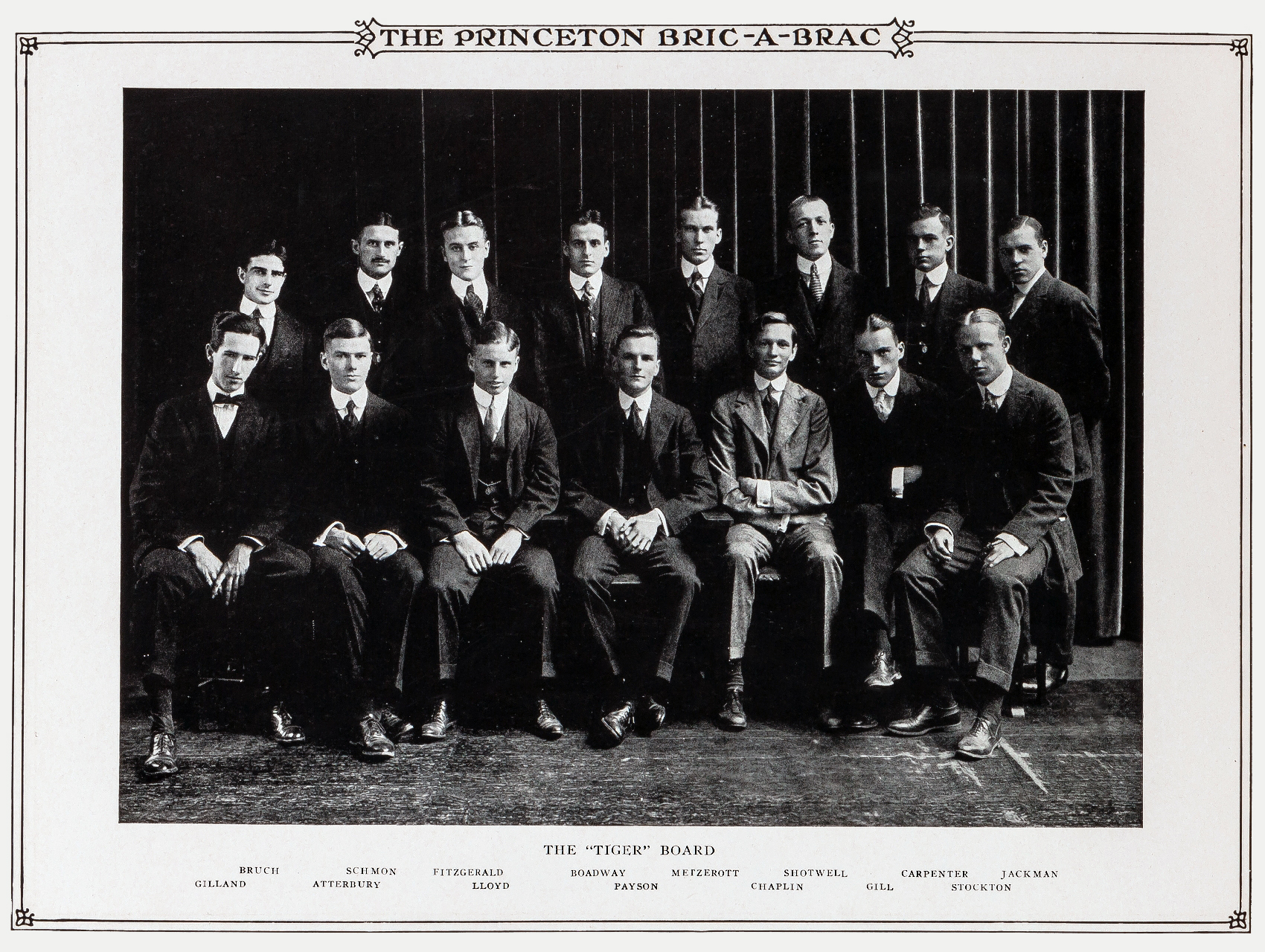
Фіцджеральд серед студентів молодших курсів Принстона у 1917 році (верхній ряд, третій зліва).

Під час візиту до дядька в Меріленді Еморі знайомиться з Елеонорою Севідж, вродливою та радикальною атеїсткою. Елеонора страждає від релігійного конформізму та гендерних обмежень, які накладає на неї сучасне суспільство епохи Вільсона. Еморі та Елеонора ліниво проводять літо, розмовляючи про кохання. В останню ніч перед відїздом Еморі до Нью-Йорка Елеонора намагається покінчити життя самогубством, стрибнувши на коні з урвища, щоб довести свою невіру в будь-яке божество. В останню мить вона змінює рішення і стрибає у безпечне місце, а її кінь зривається в урвище. Ця подія стає для Еморі остаточним усвідомленням відсутності справжніх почуттів до Елеонори.
Повернувшись до Нью-Йорка, Еморі дізнається про заручини Розалінди з Доусоном Райдером. Глибоко вражений цією новиною, він заявляє, що «Розалінда для нього померла». Смерть його улюбленого наставника, монсеньйора Дарсі, ще більше погіршує його емоційний стан. Втративши життєві орієнтири і залишившись без постійного місця проживання, Еморі мандрує з Нью-Йорка до своєї альма-матері Принстона. Погодившись на пропозицію заможного пасажира вищого класу, який їхав з шофером-робітником підвезти його на автомобілі «Локомобіль», Еморі висловлюється на користь соціалізму в США — хоча й визнає, що все ще формулює свої думки під час розмови.

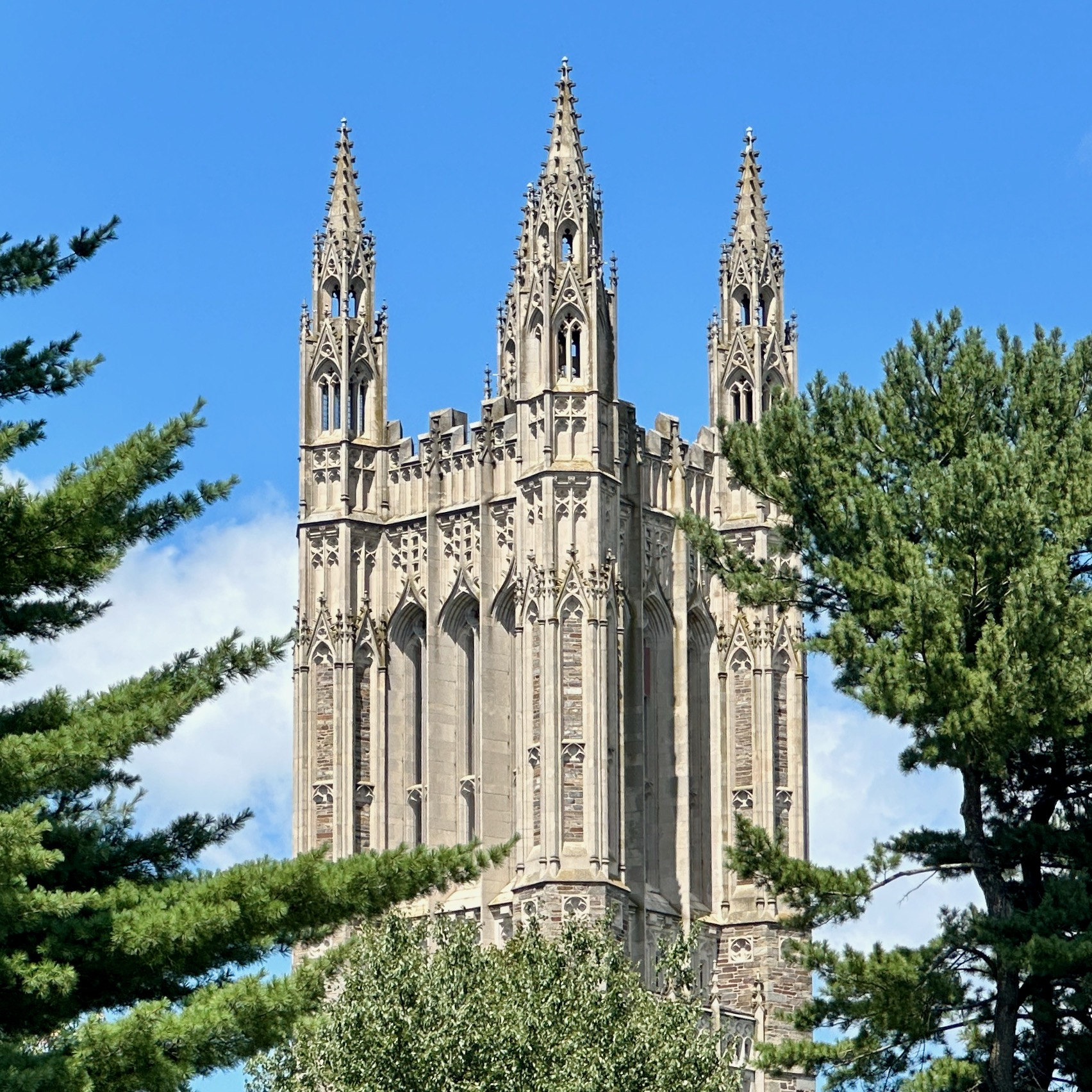
Готичні вежі Принстона, які побачив Еморі на останніх сторінках.

Під час поїздки, Еморі занурюється в роздуми про суспільні негаразди свого часу і висловлює своє розчарування нинішньою історичною епохою. Він висловлює сподівання стати пліч-о-пліч з молодим поколінням і започаткувати нову епоху в Америці. Його ідеї викликають несхвалення як у представника вищого класу, так і у робітника-водія. Проте, коли з'ясовується, що заможний чоловік є батьком його однокурсника з Принстона, який загинув у Першій світовій війні, вони примиряються. Еморі залишає своїх супутників і чоловік з вищого класу на прощання каже йому: «Хай щастить вам і не щастить вашим теоріям».
Наближаючись до Принстона, Еморі переживає глибоке самопізнання. Він усвідомлює свій егоїзм, надмірну пристрасть до випивки та краси, розуміючи що повинен переступити через ці вади, щоб стати кращою людиною. Блукаючи цвинтарем у сутінках, він розмірковує про свою неминучу смерть і знаходить розраду в тому, що майбутні покоління, можливо, колись замисляться над його життям. Він розмірковує про майбутнє покоління, якому судилося успадкувати гіркоту розчарувань та згаслий вогонь віри, але в чиїх серцях все ще жевріє спрага любові й прагнення успіху. Опівночі, стоячи на самоті перед готичними вежами Принстона, Еморі охоплює відчуття новознайденої свободи. Він простягає руки і вимовляє фразу: «Я знаю себе… але це все».

## Головні персонажі
1935
Фіцджеральд надихався реальними людьми зі свого оточення для створення більшості персонажів роману, хоча часто поєднував їхні риси та наділяв своїх жіночих героїнь власними думками й переживаннями.
- Еморі Блейн — вродливий та самозакоханий студент із Середнього Заходу, який навчається в Принстоні, а згодом стає ветераном Першої світової війни, переживаючи низку невдалих романтичних захоплень. Фіцджеральд наділив персонажа рисами ідеалізованого власного «я» та відтворив у ньому свої болісні любовні історії[32][33]. Ім'я «Еморі» письменник запозичив у футбольної зірки Принстона, його кумира, Гобарта Еморі Бейкера.[34][35]
- Ізабель Борже — багата й легковажна дебютантка, перше палке кохання Еморі.[36] Прототипом персонажа стала Джиневра Кінг, представниця вищого світу, до якої Фіцджеральд протягом усього життя відчував романтичну одержимість.[37] Подібно до Еморі та Ізабель, 18-річний Фіцджеральд закохався в 16-річну Кінг під час різдвяних канікул у Сент-Полі, штат Міннесота, на другому курсі Принстона, і їхні стосунки завершилися схожим чином.[38] Подейкували, що Джиневра цілувалася з безліччю хлопців, і кожен з них закохувався в неї.[39] «У ті дні я була надто легковажною і занадто закоханою в кохання, щоб замислюватися про наслідки», — згадувала Джиневра.[40] До самої смерті Фіцджеральд зберігав глибоку закоханість у Кінг і «не міг думати про неї без сліз, які наверталися йому на очі».[41][42]
- Розалінда Коннейдж — егоїстична та владна флеперка, чию прихильність марно намагається завоювати Еморі.[43] Фіцджеральд наділив Розалінду рисами 18-річної Зельди Сейр, частково надихаючись також вигаданим персонажем Беатріс Нормандія з роману Герберта Веллса «Тоно-Бунге» (1909).[44][43] Матеріалістичні стосунки Розалінди з Еморі стали віддзеркаленням розірвання заручин Фіцджеральда з Сейр через його неспроможність забезпечити її розкішний спосіб життя безтурботної південної красуні з заміського клубу Монтгомері.[45][46] Вона погодилася відновити заручини лише за умови його фінансової спроможності забезпечити їй розкішне життя.[47][48]
- Елеонора Севідж — вродлива й зухвала атеїстка, з якою Еморі знайомиться в Меріленді.[49] Фіцджеральд частково надихався романтичними почуттями свого наставника, отця Сігурні Фея,[50] та меншою мірою 18-річною Елізабет Беквіт Маккі, своїм нетривалим захопленням.[51][52] Маккі зауважила, що ця героїня «нагадувала мені, як мало він насправді мене знав. Його Елеонора любила сидіти на копиці сіна під дощем і читати вірші. Пробач мені, Скотте: якщо ти цього хотів, ти проґавив усю суть того, що могло б статися на копиці сіна».[53]
- Тайєр Дарсі — життєрадісний і дещо розпусний католицький священик, який стає духовним наставником Еморі.[54] Прототипом персонажа послужив отець Сігурні Фей, католицький священик і, можливо, гей,[55][56] з яким Фіцджеральд мав близькі та неоднозначні стосунки.[57][58] Під час написання «По цей бік раю» Фіцджеральд дослівно вставляв у текст цілі фрагменти листів, які отримував від Фея.[59] Окрім використання особистого листування, Фіцджеральд спирався на анекдоти, якими Фей ділився з ним приватно, зокрема й історії про свої нібито невдалі романи з жінками.[60] Читаючи «По цей бік раю», Фей писав Фіцджеральду, що несанкціоноване використання цього досвіду, розказаного конфіденційно автору, «викликало у нього дивне відчуття».[60]
- Беатріс Блейн — старіюча та ексцентрична пані з високим статусом, мати Еморі. Прообразом для персонажа стала матір одного з друзів Фіцджеральда.[57]
- Клара Пейдж — овдовіла старша кузина, до якої Еморі відчуває нерозділене кохання. Прообразом виступила двоюрідна сестра Фіцджеральда Сесілія Деліхант Тейлор.[61]
- Сесілія Коннейдж — цинічна молодша сестра Розалінди, яка краде сигарети і заздрить популярності сестри серед молодих чоловіків.[54]
- Алленбі — футбольна зірка Принстона, чий образ Фіцджеральд запозичив у Гобі Бейкера.[62] Національна преса величала Бейкера одним із найвидатніших спортсменів свого часу, і для студента Фіцджеральда той став уособленням усього, чого він прагнув.[35][62] Письменник описував Бейкера як «ідеал, гідний усього мого палкого захоплення, але втілений і виражений у людині, яка стояла за десять футів від мене».[63] Після закінчення Принстона в 1914 році, під час Першої світової війни, Бейкер вступив до Повітряної служби армії США, де трагічно загинув в авіакатастрофі в грудні 1918 року.[64][65]
- Томас Парк Д'Інвілльє — однокурсник Еморі в Принстоні, інтелектуал у окулярах з хистом до поезії.[66] Фіцджеральд наділив Д'Інвілльє рисами свого університетського товариша, поета Джона Піла Бішопа.[67] Д'Інвілльє стає близьким другом і довіреною особою Еморі в питаннях літератури, захоплення молодими красунями, політики та пошуку сенсу життя. Згодом він стає журналістом, розвиваючи власні погляди, що відрізняються від переконань Еморі. Цей персонаж знову з'являється як вигаданий поет, чий вірш цитується на титульній сторінці роману Фіцджеральда «Великий Гетсбі».[68]

## Тло і композиція

### Кохання, війна та романтичні амбіції
З дитинства Ф. Скотт Фіцджеральд прагнув стати відомим романістом. «За три місяці до мого народження, — пізніше писав Скотт, — моя мати втратила двох інших дітей… Думаю, тоді я почав бути письменником». Під час навчання в Принстонському університеті його захоплення літературою почало перетворюватися на вибір кар'єри, і коли був студентом він писав художні твори для Princeton Triangle Club, Princeton Tiger та Nassau Literary Review.
На другому курсі Принстона Фіцджеральд повернувся додому в Сент-Пол, штат Міннесота, під час різдвяних канікул, де 18-річний починаючий письменник закохався в 16-річну дебютантку з Чикаго Джиневру Кінг. Між ними почалися пристрасні романтичні стосунки, які тривали кілька років. Незважаючи на те, що Джиневра любила його, її родина з вищого класу принижувала залицяння Скотта через його статус нижчого класу порівняно з іншими її багатими залицяльниками. Відкинутий Джиневрою як невідповідна пара, під час Першої світової війни Фіцджеральд вступив до армії США.
У листопаді 1917 року, сподіваючись опублікувати роман до свого відправлення в Європу та передбачуваної смерті в окопах світової війни, Фіцджеральд почав писати рукопис із 120 000 слів під назвою «Романтичний егоїст». Він ніколи раніше не бравшись за роман, тому як свої літературні зразки виокристав роман Герберта Веллса 1909 року «Тоно-Бунге» і роман сера Комптона Маккензі 1913 року «Зловісна вулиця». Він прагнув написати історію молодого покоління Америки з точки зору себе як свідомого спостерігача. Після короткої відпустки з армії в лютому 1918 року Фіцджеральд продовжив роботу над своїм неопублікованим рукописом у бібліотеці університетського котеджного клубу в Принстоні. Вісімдесят одна сторінка цього переглянутого рукопису з'явилася в остаточній версії «По цей бік раю».
У березні 1918 року Фіцджеральд передав перероблений рукопис своєму знайомому, англо-ірландському журналісту Шейну Леслі, щоб він передав його видавництву Чарльз Скрібнерз санс в Нью-Йорку. Фіцджеральд познайомився з Леслі, коли журналіст відвідав Америку та відвідав школу Ньюмана в Нью-Джерсі. Після вичитки «Романтичного Егоїста» Леслі попросив Скрібнера зберегти рукопис, хоч би що вони про це думали. Він проголосив, що Фіцджеральд, після його ймовірної смерті в окопах, стане наступним Рупертом Бруком, посмертно відомим поетом, убитим під час Першої світової війни. «Хоч Скотт Фіцджеральд і ще живий, його творчість уже має літературну цінність, — писав Леслі Скрібнеру 6 травня 1918 року, — звичайно, коли його вб'ють, це також матиме комерційну цінність». 
Прочитавши чернетку «Романтичного егоїста» Фіцджеральда, редактор Скрібнерс Максвелл Перкінс закликав своє начальство опублікувати рукопис, але старші редактори Едвард Л. Берлінгейм і Вільям С. Браунелл не погодилися з ним щодо її якості та наказали йому відхилити роботу. У листі до Фіцджеральда від 19 серпня 1918 року Перкінс відхилив рукопис, але високо оцінив талант письменника. Хоча йому було доручено відхилити роботу, Перкінс надав детальні вказівки щодо того, як її переглянути, запропонувавши Фіцджеральду додати більше значення та подробиць про «стосунки Еморі з дівчатами». Перкінс закликав Фіцджеральда повторно подати рукопис після внесення цих змін.
До червня 1918 року Фіцджеральд служив у 45-му та 67-му піхотних полках у Кемп-Шеридан поблизу Монтгомері, штат Алабама. Намагаючись відновити відмову Джиневри, самотній Фіцджеральд почав залицятися до молодих жінок, у тому числі до Зельди Сейр, світської красуні з півдня, яка нагадувала йому Джиневру. Під час їхньої першої зустрічі Фіцджеральд сказав Зельді, що вона нагадує йому Ізабель, вільнодумну персонажку, створену на Джіневрі в його неопублікованому рукописі. Розділивши його амбіції, Зельда відкинула зауваження Фіцджеральда як порожні похвальби і дійшла висновку, що він ніколи не стане відомим письменником. Роман розквітнув, хоча Фіцджеральд продовжував таємно писати Джиневрі, марно сподіваючись на можливість відновити їхні стосунки. Через три дні після укладеного шлюбу Джиневри з багатим чиказьким гравцем у поло, у вересні 1918 року розбитий горем Фіцджеральд зізнався у своїй прихильності до Зельди. У жовтні 1918 року Фіцджеральд подав переглянуту версію «Романтичного егоїста» до Скрібнерс але видавець вдруге відхилив твір, і він підписав їхню телеграму у своєму альбомі: «The end of a dream».

### Розпач і редагування рукопису
Після звільнення з армії в лютому 1919 року Фіцджеральд переїхав до Нью-Йорка на початку Доби джазу. Шукаючи прориву як автор художньої літератури, він звернувся до написання рекламних текстів для Barron Collier, щоб підтримати себе, але марність цієї роботи його дратувала. «Реклама — це рекет, як кіно та брокерський бізнес», — скаржився Фіцджеральд. «Ви не можете бути чесними, не визнаючи, що його конструктивний внесок у людство рівно мінус нулю». Хоча Фіцджеральд не збирався одружуватися на Зельді в грудні 1918 року, протягом наступних трьох місяців він передумав, і до березня 1919 року вони заручилися. З плином часу Фіцджеральд продовжував жити в бідності в Нью-Йорку, і він не міг переконати Зельду, що він може підтримувати її заможний спосіб життя. У червні вона розірвала заручини.
Тіла, що сяють, й тіністе волосся,

Або пливуть ліниво, напівсонні.

Пірнають, крутяться і линуть слідом,

Вплітаються у квіти, й поцілунки, й зови,

Вустами, що згасають, і людським сміхом,

І лицями неповторними,

О, по цей бік Раю!..

У мудрих мало втіхи.
—Rupert Brooke, Tiare Tahiti (1914)
Після того, як Джиневра відмовилася від Фіцджеральда два роки тому, відмова Зельди ще більше розчарувала його. Не маючи змоги успішно заробляти на життя, Фіцджеральд носив револьвер, коли планував покінчити життя самогубством, і він погрожував стрибнути насмерть із вікна Єльського клубу. За словами біографа Ендрю Тернбулла, «одного дня, попиваючи мартіні у вітальні нагорі, [Фіцджеральд] оголосив, що збирається стрибнути з вікна. Ніхто не заперечував; навпаки, було зазначено, що вікна були французькими та ідеально підходили для стрибків, що, здавалося, охолодило його запал». Незважаючи на відмову Зельди, Фіцджеральд сподівався, що його успіх як автора може змінити її думку, і він сказав другові: «Мене б не хвилювало, якби вона померла, але я не витримав би, якби хтось інший з нею одружився».
У липні 1919 року Фіцджеральд залишив рекламну роботу і повернувся до Сент-Пола. Повернувшись до рідного міста невдахою, Фіцджеральд став відлюдником і жив на верхньому поверсі будинку своїх батьків за адресою Саміт Авеню, 599. Він вирішив зробити останню спробу стати прозаїком і покласти все на успіх чи провал книги. Утримуючись від алкоголю, він працював день і ніч, щоб перетворити «Романтичного егоїста» на роман «По цей бік раю» — автобіографічну розповідь про його роки в Принстоні та його романи з Джіневрою Кінг, Зельдою Сейр та іншими молодими жінками. Фіцджеральд вибрав нову назву на основі рядка з вірша Руперта Брука «Тіарі Таїті»: «О, по цей бік раю!… У мудрих мало втіхи».
Переглядаючи рукопис, Фіцджеральд спирався на листування друзів і знайомих. Він дослівно процитував три листи та один вірш отця Сігурні Фея, католицького священика, який, ймовірно, був геєм, і з яким Фіцджеральд мав близькі стосунки. Він також використав цитату з листа Зельди для монологу оповідача на останніх сторінках. Зельда написала листа, в якому прославляла солдатів Конфедерації, які загинули під час громадянської війни в США. «Сьогодні я провела на цвинтарі, — писала вона Скотту, — хіба це не смішно, як із ряду солдатів Конфедерації двоє чи троє змусять вас думати про мертвих коханців і мертвих кохань — коли вони такі ж, як інші, навіть до жовтуватого моху». На останніх сторінках роману Фіцджеральд змінив неоконфедеративні настрої Зельди, посилаючись замість конфедератів на солдатів Союзу.

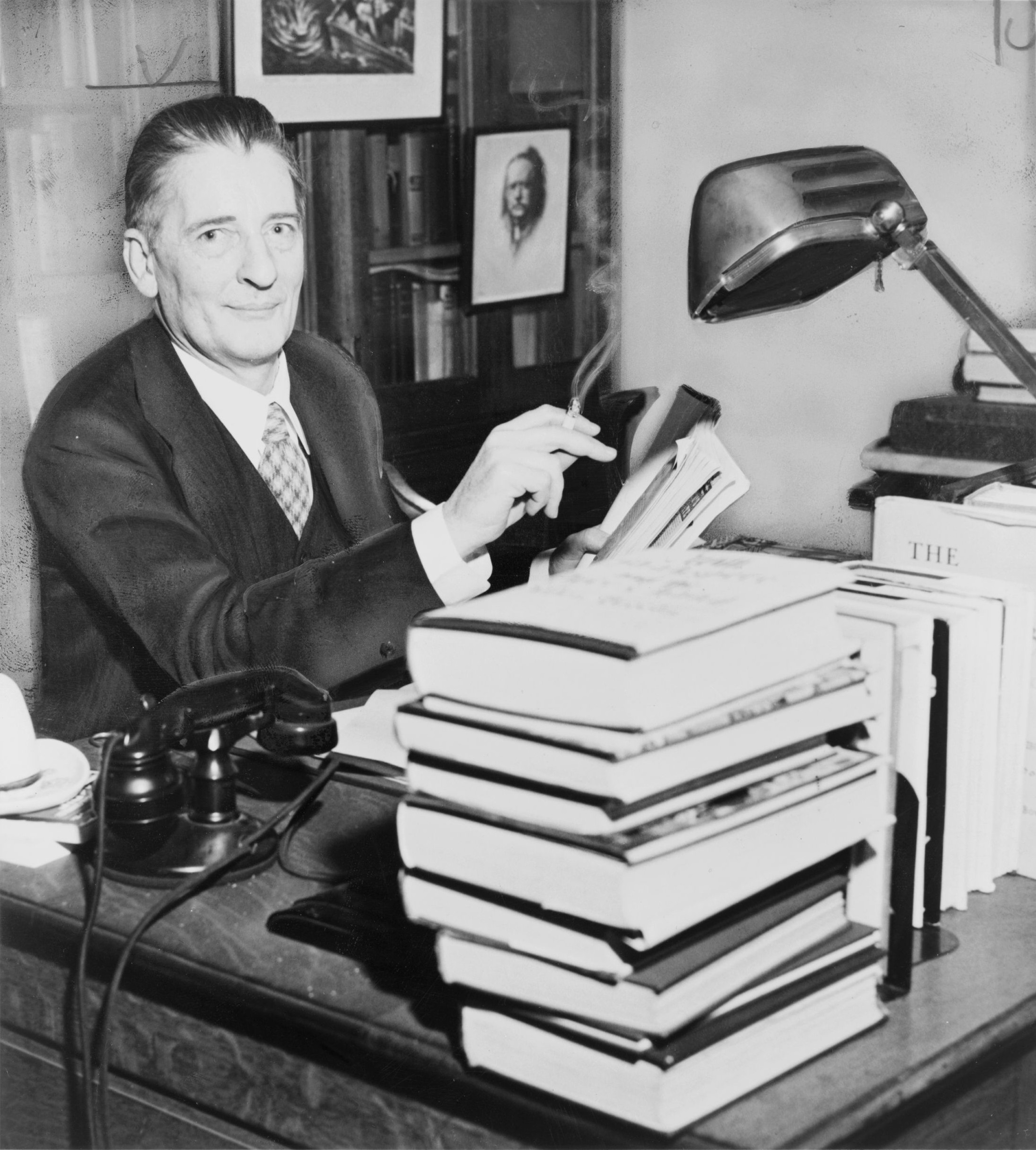
Редактор Максвелл Перкінс погрожував звільнитися із Скрібнерс, якщо компанія не опублікує роман Фіцджеральда. «Якщо ми будемо відмовлятися від таких, як Фіцджеральд, — заявив Перкінс, — я втрачу будь-який інтерес до видання книг».

4 вересня 1919 року Фіцджеральд надіслав перероблений рукопис до Скрібнерс. Хоча рукопис знову вразив Перкінса, який наполягав на його публікації, керівники видавництва знову не погодилися з Перкінсом і не сподобалися роману через непристойність. На щомісячних зборах редакційної колегії Скрібнерс літній Чарльз Скрібнер II, президент компанії, бурчав, що праці Фіцджеральда бракує «літературних достоїнств», а старший редактор Вільям С. Браунелл відкинув його як «несерйозний».
Як єдиний голос, який підтримував публікацію роману Фіцджеральда на засіданні редакційної колегії, розчарований Перкінс погрожував піти у відставку, якщо компанія не погодиться опублікувати його. «Я відчуваю, що видавець має підтримувати талант. І якщо ми не збираємося публікувати такий талант, це дуже серйозна річ», — заявив Перкінс на зустрічі. «Якщо ми будемо відмовлятися від таких, як Фіцджеральд, я втрачу будь-який інтерес до видання книг». Незважаючи на те, що рукопис Фіцджеральда відштовхував старших співробітників Скрібнерс, керівництво поступилося через страх втратити Перкінса як талановитого редактора та шукача літературних талантів. 16 вересня, за вісім днів до 23-річчя Фіцджеральда, Скрібнерс прийняв роман до друку. Нижчепоставлені редактори Скрібнерс, маючи можливість висловлювати свою думку, висловили думку, що, на їхню думку, роман Фіцджеральда є «голосом нової доби». Невдовзі після рішення Скрібнерс Перкінс написав вітального листа Фіцджеральду: «Особисто я дуже радий, що можу написати Вам, що ми всі за видання Вашої книги „По цей бік раю“… Гадаю, що ви її значно покращили… Книга настільки відрізняється від інших, що важко пророкувати, як вона буде продаватися, але ми всі за те, щоб ризикнути і підтримати її з усією енергією».

### Публікація та стрімкий успіх
Отримавши листа Перкіна та дізнавшись про незабаром публікацію свого першого роману, Фіцджеральд охопив ейфорію. «Подзвонив листоноша, і того дня я кинув роботу і побіг вулицями, зупиняючи автомобілі, щоб розповісти про це друзям і знайомим — мій роман „По цей бік раю“ був прийнятий до друку, — згадував він, — я розплатився з жахливими дрібними боргами, купив костюм і щоранку прокидався у світі невимовної піднесеності та обіцянок». Після того, як Скотт повідомив Зельду про майбутню публікацію свого роману, шокована Зельда відповіла категорично проти: «Мені неприємно це говорити, але я не думаю, що спочатку я була в тебе дуже впевнена….. Приємно усвідомлювати, що ти дійсно можеш щось робити».
«По цей бік раю» дебютував 26 березня 1920 року з суперобкладинкою, проілюстрованою WE Hill. Оголошений у газетах під гаслом «Роман про хлопів, написаний для філософів» початковий наклад у 3000 примірників розійшовся за три дні. Незважаючи на те, що він не входить до десяти найбільш продаваних романів року, перший роман 23-річного Ф. Скотта Фіцджеральда виявився його найпопулярнішим твором і став культурною сенсацією в Сполучених Штатах, зробивши його відомим ім'ям. Книга вийшла дванадцять видань у 1920 і 1921 роках загальним тиражем 49 075 примірників. Незважаючи на такий успіх, роман приніс Фіцджеральду лише скромний дохід. Примірники продані за 1,75 дол. США (еквівалент $27 у 2024 році), і він заробив 10 % від перших 5000 примірників і 15 % після цього, що склало 6200 доларів США в 1920 році (еквівалент $97 315 у 2024 році).
Хоча Фіцджеральд скаржився своєму другові Бертону Раско, що «По цей бік раю» не зробив його багатим, його нова слава дозволила йому заробляти набагато вищі ставки за свої оповідання. Зельда відновила їх заручини, оскільки тепер він міг дозволити собі її привілейований спосіб життя. До моменту весілля у квітні 1920 року Фіцджеральд стверджував, що ні він, ні Зельда досі не любили одне одного, і перші роки їхнього шлюбу виявилися розчаруванням. Незважаючи на невтішний шлюб, Фіцджеральд досяг вершини своєї слави та культурної значимості, і він пригадав, як одного дня мандрував у таксі вулицями Нью-Йорка і плакав, коли зрозумів, що ніколи більше не буде таким щасливим.

## Відгуки

### Культурна сенсація
Chicago Tribune, 1925
Після публікації книга Фіцджеральда «По цей бік раю» викликала культурну сенсацію та суспільну дискусію, і за одну ніч він став національною фігурою. Він привернув увагу громадськості до безладних статевих зв'язків їхніх синів і дочок, які каталися на ревучих родстерах Bearcat, і спровокував національну дискусію про аморальність цього гедоністичного молодого покоління. Незважаючи на те, що Фіцджеральд написав твір кількома роками раніше і його роман описує більш стримане соціальне середовище довоєнної Америки 1910-х років, твір став популярно і неточно асоціюватися з дикою безтурботною атмосферою повоєнної Америки 1920-х років, увічненою в сатиричних малюнках Джона Гелда-молодшого.
З цим дебютним романом критики розхвалили Фіцджеральда як першого письменника, який звернув увагу на національну увагу на покоління доби джазу, особливо на їхніх молодих флеперок. На відміну від старшого Втраченого покоління, до якого Гертруда Стайн приписувала Ернеста Гемінґвея і Фіцджеральда, покоління джазової доби — це молодші за Фіцджеральда американці, які були підлітками під час Першої світової війни і яких конфлікт майже не торкнувся. Фіцджеральд назвав це молоде покоління справжнім «загубленим» поколінням, яке затьмарило попередників і привернуло увагу суспільства: «Це було покоління, чиї дівчата драматизували себе, як розпусниць».
Завдяки своїй зосередженості на звільнених флеперках і студентському житті роман Фіцджеральда став культурним феноменом серед молодих американців. За словами письменника Джона О'Гари, півмільйона молодих чоловіків і дівчат «закохалися в книгу», а за словами есеїста Гленвея Вескотта, роман Фіцджеральда став об'єднуючим прапором «молодіжного руху». Надзвичайна популярність роману серед американської молоді зумовлена відвертим зображенням їхнього роздратування під застарілими соціальними звичаями вілсонівської Америки. Хоча раніше були опубліковані твори про студентське життя, такі як «Стовер в Єльському університеті» Овена Джонсона (1912), твір Фіцджеральда проголосили «першим реалістичним американським коледжським романом», а молоді американські чоловіки розглядали роман як керівництво для соціальної поведінки. Газети писали, як молоді американки переймали бунтарські риси героїнь роману, а деякі письменники, помилково сприйнявши твір Фіцджеральда, створили культурний архетип «хлопака-шибайголови». Коли його фотографія з'явилася в багатьох газетах, національна преса зобразила Фіцджеральда як прапороносця «бунтівної молоді». «Ось воскрес новий пророк, який говорить від імені повсталої молоді!» пише The Montgomery Advertiser, описуючи реакцію на роман Фіцджеральда. «Все, що раніше вважалося прекрасним, добрим і істинним, тепер стало марним, безглуздим і казковим, і більше не вартим поваги. Дівчинка з відтінком осіннього листя у волоссі та хлопчик, чия зачіска нагадує скуйовджену швабру, відкриють вам несподівані істини життя. Ідіть, старші, слухайте їх!» Такі статті сприяли поширенню враження про Фіцджеральда як про провідника бунту молодих американців проти традиційних норм і як про видатного агресора в повстанні «полум'яної молоді» проти «старої гвардії».
Користуючись своїм новим статусом відомого автора, який тримає руку на пульсі молодої Америки, Фіцджеральд дав інтерв'ю про молодіжну культуру. Заявляючи, що Перша світова війна «не мала майже ніякого відношення» до зміни моралі серед молодих американців і не залишила «жодного реального довготривалого ефекту»,  Фіцджеральд приписував сексуальну революцію серед молоді поєднанню популярної літератури Герберта Веллса та інших інтелектуалів, які критикували репресивні соціальні норми, сексуальні теорії Зигмунда Фрейда, які набули популярності, і винахід автомобіля, що дало змогу молодим людям уникати нагляду батьків для того, щоб вступати в дошлюбний секс.
У результаті нової слави Фіцджеральда як відомого автора, що описує непокору молодих американців традиційним цінностям, соціальні консерватори атакували автора в газетних колонках. Гейвуд Браун засуджував використання Фіцджеральдом сучасного сленгу та намагався дискредитувати його, стверджуючи, що автор сфабрикував у своєму романі зображення молодих людей, які займаються п’яними розгулами та дошлюбним сексом. Потішний Фіцджеральд висміяв такі твердження і висловив думку, що такі критики хотіли дискредитувати його роботу, щоб зберегти свої застарілі уявлення про американське суспільство.

### Критична реакція

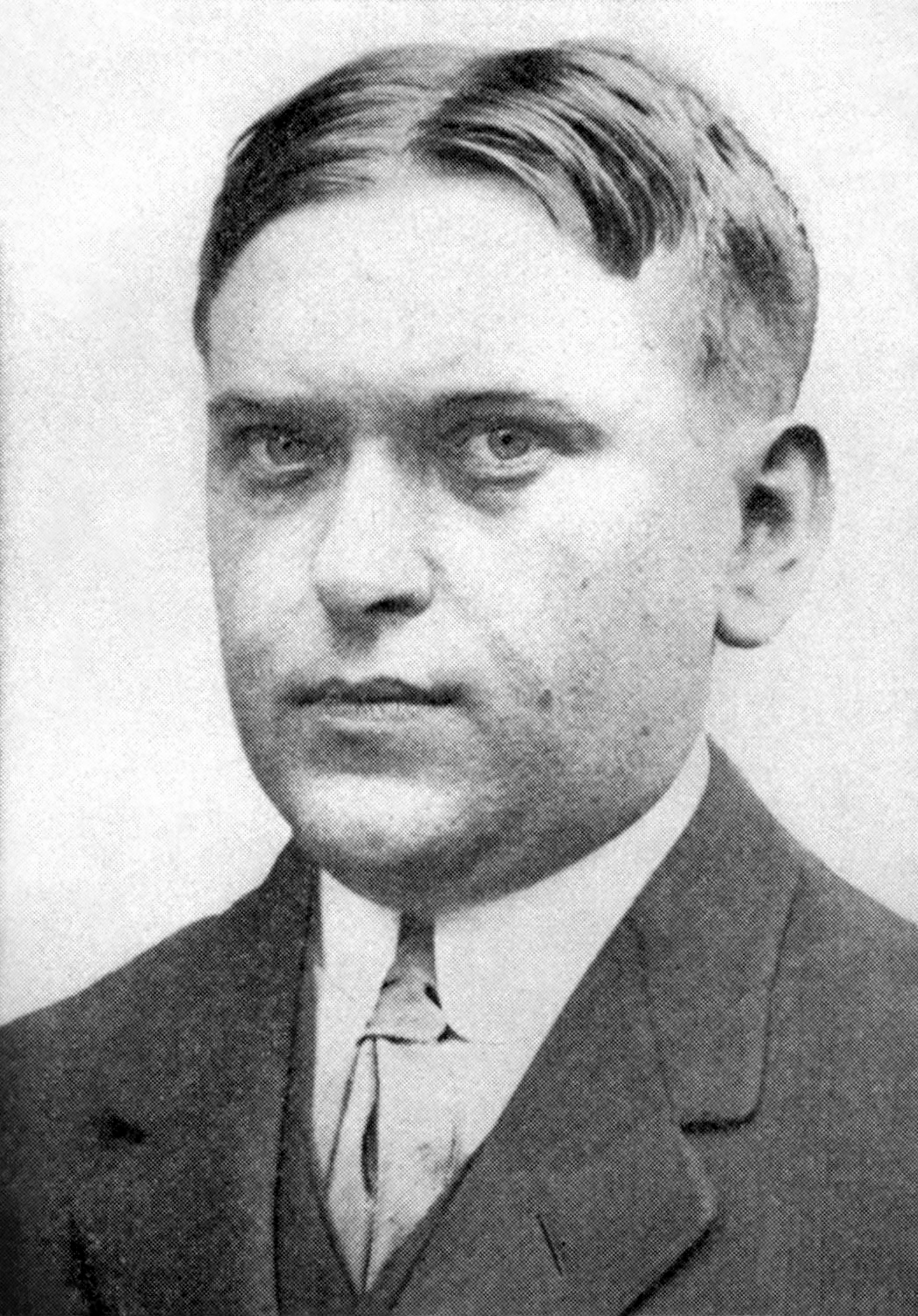
Такі критики, як Генрі Менкен, вітали «По цей бік раю» як видатний дебютний роман.

Більшість критиків оцінили дебютний роман Фіцджеральда з «диким ентузіазмом», а найбільш захоплені рецензенти дійшли до того, що назвали молодого письменника з Середнього Заходу літературним генієм. У своїй рецензії за квітень 1920 року критик Бертон Раско з The Chicago Tribune закликав своїх читачів «запам'ятати ім'я, Ф. Скотт Фіцджеральд. Його носить 23-річний письменник, про якого, якщо я не помиляюся, в майбутньому будуть багато чути». Раско стверджував, що перший роман Фіцджеральда «справляв враження, як мені здається, геніального. Це єдине адекватне дослідження сучасного американця в підлітковому та юнацькому віці, яке ми маємо».
«Першим романом десятиліття, нагородженим премією, є „По цей бік раю“ Ф. Скотта Фіцджеральда», — прокоментувала критик Фенні Батчер у червневій колонці 1920 року для The Chicago Tribune, виділяючи Фіцджеральда за особливу похвалу серед інших конкурентів, серед яких була публікація в США першого роману Вірджинії Вульф «Подорож» і роман Зейна Грея «Людина на всі часи». Бутчер оголосила книгу Фіцджеральда «живим, щиросердним образом сучасної молоді, книгою, яка, я не сумніваюся, матиме серйозний і далекосяжний вплив на американську літературу».
Мабуть, найвпливовіша рецензія на роман Фіцджеральда надійшла від критика Генрі Менкена, уїдливого редактора впливового літературного журналу The Smart Set. Авторитетні думки Менкена про новітні літературні починання часто піднімали їхніх авторів до більшого успіху або кидали їх у культурне забуття. У своїй рецензії на «По цей бік раю» в серпні 1920 року Менкен описав роботу Фіцджеральда як дивовижний дебют і щедро похвалив її автора:
Найкращий американський роман, який я бачив останнім часом, також є твором неофіта, тобто Ф. Скотта Фіцджеральда... Він пропонує справді дивовижний перший роман - оригінальний за структурою, надзвичайно витончений за манерою і прикрашений блиском, який так рідко зустрічається в американському письменстві... Молодий американський романіст зазвичай показує себе наївним, сентиментальним і дещо огидним невігласом - віруючим у Великі Справи, нюхачем і окозамилюванням, розповсюджувачем застарілих філософій з кенсінгтонських віталень, собачих дворів французьких водіїв та нижнього поверху мюнхенської пивоварні... Фіцджеральд не є нічим подібним. Навпаки, він... художник - влучний і тонкий ткач слова...
Менкен заявив, що перша половина «По цей бік раю» краща за другу, вважаючи, що роман Фіцджеральда став більш «тонким», оскільки молодий автор дотримувався менше автобіографічних напрямків сюжету. Фіцджеральд погоджувався з низькою думкою Менкена про деякі наступні розділи, зокрема про стосунки Еморі з Елеонорою. У своїй коментованій копії «По цей бік раю» Фіцджеральд вважав свій сюжет про Елеонор ненавмисно кумедним і визнав, що «навіть не міг його прочитати». Вважаючи, що головний герой Фіцджеральда почав вислизати від автора в другій половині, Менкен критикував Фіцджеральда за те, що він відмовився від «його Еморі Блейна, як Марк Твен відмовився від Гекльберрі Фінна, але з менш вагомої причини». Незважаючи на цю критику, він високо оцінив більшу частину роману, особливо до розділу, в якому детально описується історія кохання Розалінди.
У той час як одні критики хвалили форму та структуру роману як дуже оригінальні, інші критикували твір з тих самих причин. Ліліан С. Форд у The Los Angeles Times скаржилася, що «побудова книги дивна, і вона складається з двох частин, перша з чотирьох розділів, а друга — з п'яти. Розділи мають несподіваний тематичний поділ, і коли автор відчуває, що йому так хочеться, він переносить свою історію в драматичну форму, а потім знову продовжує її як звичайну розповідь». Подібним чином багато рецензентів зауважили, що структурна майстерність Фіцджеральда залишала бажати кращого. Він умів писати цікаво, визнавали вони, але приділяв мало уваги формі та конструкції. Прочитавши цю критику свого дебютного роману, Фіцджеральд спробував удосконалити його форму та конструкцію у своєму наступному творі «Прекрасні й приречені» та взагалі наважитися на експеримент з новим жанром.

### Принстонський люфт

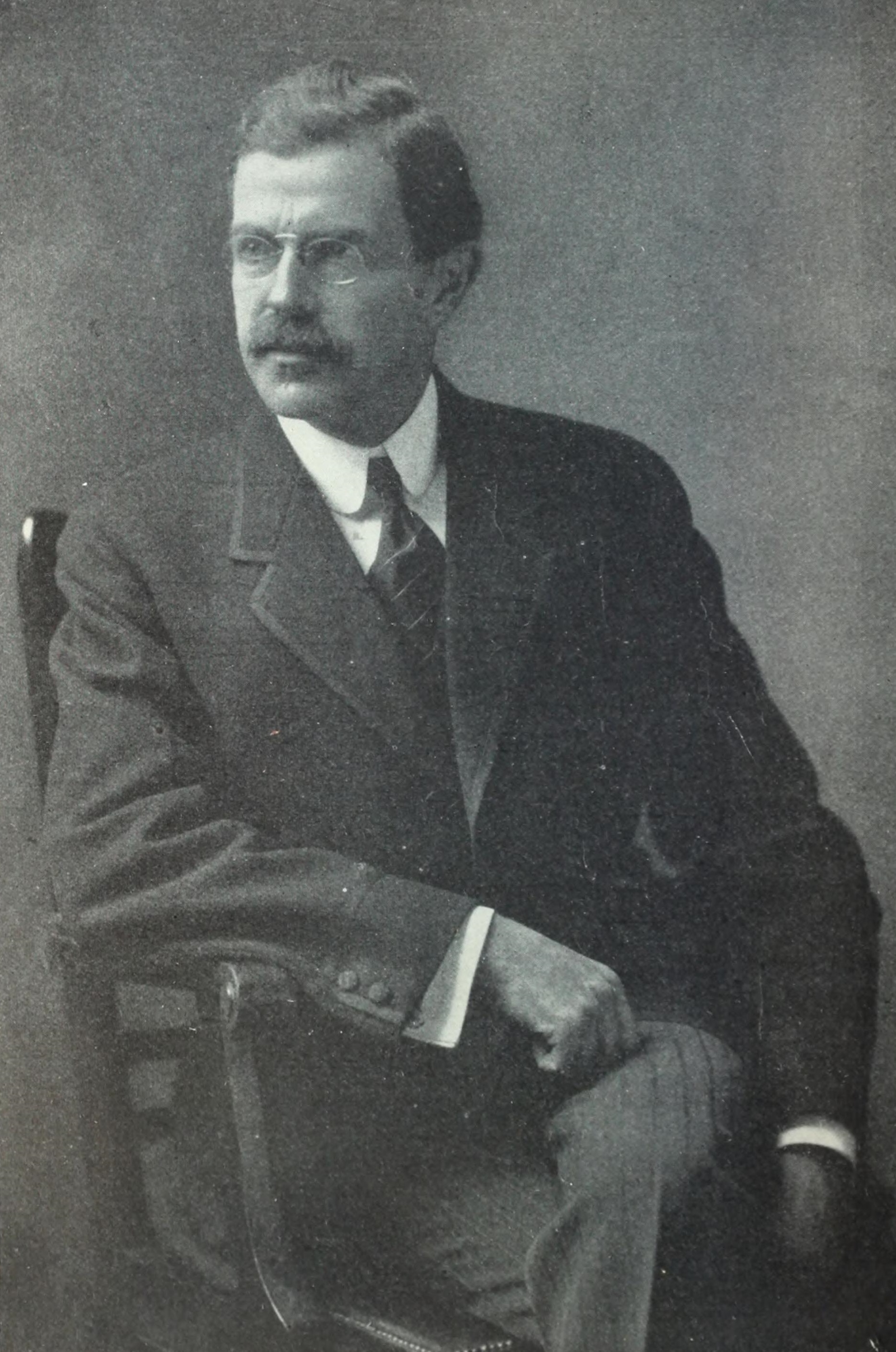
Джон Ґрієр Гіббен, президент Принстонського університету, розкритикував роман у листі до Фіцджеральда. «Відверто кажучи, — писав Гіббен, — ваша характеристика Принстона засмутила мене».

Незважаючи на теплий прийом роману критиками та читачами, на великий подив і жах Фіцджеральда багато викладачів і випускників Принстонського університету вороже відреагували на його роман «По цей бік раю». Хоча наставник Фіцджеральда Крістіан Гаусс, професор французької літератури, хвалив роман як «твір мистецтва», інші мешканці Принстону критикували книгу на сторінках Princeton Alumni Weekly та The Daily Princetonian. Вони зневажали його популярний роман за те, що він створював несприятливе враження про їхню школу як про снобістське середовище, зосереджене на пустих задоволеннях. У типовій рецензії Ральф Кент, старший редактор Nassau Literary Review, зневажливо назвав твір таким, що завдає шкоди репутації Принстона через поверхове зображення життя студентів. 
Невдовзі роман Фіцджеральда привернув увагу та незадоволення Джона Ґрієра Гіббена, пресвітеріанського міністра та реформатора освіти, який змінив Вудро Вільсона на посаді президента Принстонського університету.  У приватному листі до Фіцджеральда від 27 травня 1920 року Гіббен висловив своє глибоке розчарування тим, як Фіцджеральд описує школу, і повідомив молодого автора, що його роман завдав йому рани:
Саме тому, що я так високо ціную все те, що є у вас від художньої майстерності та [певної] стихійної сили, я беру на себе сміливість сказати вам дуже відверто, що ваша характеристика Принстона засмутила мене. Я не можу змиритися з думкою, що наші молоді люди просто живуть чотири роки в заміському клубі і проводять своє життя в дусі розрахунку і снобізму... Ще зі студентських років я завжди вірив у Принстон і в те, що це місце може зробити для формування сильної, енергійної людини. Для мене було б нестерпним горем, посеред моєї роботи тут і моєї любові до принстонських юнаків, якби я відчув, що ми не можемо запропонувати нічого, окрім застарілих символів і оболонок минулого, реальність якого вже давно зникла.
Early Success, October 1937
У відповідь на караючий лист Гіббена Фіцджеральд написав шанобливу, але безкомпромісну відповідь, у якій заперечив будь-які спроби зневажити Принстон і захистив зображення університету в своєму романі. «У мене немає недоліків у Принстоні, яких я не можу знайти в Оксфорді та Кембриджі», — пояснив Фіцджеральд. «Я просто писав з власних вражень, писав настільки чесно, наскільки міг, картину її краси. Те, що картина вийшла цинічною, — провина мого темпераменту…. Однак мушу визнати, що „По цей бік раю“ надмірно підкреслює веселість і атмосферу заміського клубу Принстона. Заради читацького інтересу ця частина була значно перенапружена, і, звичайно, герой, не будучи середньостатистичним, реагував досить нездорово, як я вважаю, на багато цілком нормальних явищ. У цьому сенсі книга є неточною».
У результаті цієї несподіваної негативної реакції з боку викладачів і випускників радість Фіцджеральда стати відомим романістом виявилася недовгою. Незважаючи на те, що студенти по всій країні рекламували роман як реалістичне зображення студентського життя, випускники Принстонського університету та колишні однокласники продовжували зневажливо ставитися до автора в соціальних умовах протягом наступних місяців. В одному випадку Фіцджеральд відвідав Принстонський університетський котедж-клуб і зіткнувся з кімнатою, повною випускників і колишніх однокласників, які звинуватили його в тому, що він зганьбив репутацію їхнього університету. Повідомивши Фіцджеральду, що його відсторонили від клубу, вони символічно вигнали його з будівлі через заднє вікно. Роздратований презирством і святенництвом викладачів і випускників Принстона, пригнічений Фіцджеральд не повертався, щоб відвідати свою альма-матер протягом багатьох років, мабуть, поки їхня ворожнеча не зменшилася. 
F. Scott Fitzgerald: Fool for Love (1983)
Після того, як у грудні 1940 року 44-річний Фіцджеральд помер від серцевого нападу внаслідок оклюзійного коронарного артеріосклерозу, багато співробітників і випускників Принстона продовжували приватно та публічно принижувати автора та його літературну творчість. За словами біографа Скотта Дональдсона, після смерті Фіцджеральда його вдова Зельда Фіцджеральд спробувала продати всі документи свого покійного чоловіка Принстонському університету за скромну суму в 3750 доларів США (еквівалент $84 166 у 2024 році), але бібліотекар Принстону відхилив пропозицію. Бібліотекар пояснив, що університет не відчуває себе зобов'язаним платити таку суму за роботи посереднього автора, якому пощастило навчатися в їхньому престижному закладі.
Через рік, у 1941 році, літературний критик Едмунд Вілсон, близький друг Фіцджеральда та колега з Принстону, намагався використати свій значний вплив, щоб переконати університет видати книгу на честь Ф. Скотта Фіцджеральда, але виявився невдалим. У 1956 році, коли бібліотека Принстонського університету випустила збірку творів Фіцджеральда під назвою «Після обіду автора», багато випускників написали листи зі скаргами, стверджуючи, що Принстон не повинен ані відзначати свій зв'язок із автором, ані описувати його як «найбільш принстонського».

## Критичний аналіз

### Сучасний аналіз

#### Інноваційний стиль
Для свого першого роману Фіцджеральд використовував як літературні зразки реалістичний твір Герберта Веллса 1909 року «Тоно-Бунге» і роман сера Комптона Маккензі 1913 року «Зловісна вулиця», який розповідає про дорослішання студента коледжу в Оксфордському університеті. Вплив цих двох конкретних романів на «По цей бік раю» виявився очевидним для сприйнятливих читачів, таких як друг Фіцджеральда Едмунд Вілсон, який, закінчивши роман, описав твір Фіцджеральда як «вишуканий бурлеск на Комптона Маккензі з пастишем на Веллса наприкінці».
Хоча Фіцджеральд наслідував ці романи, його дебютний твір відрізнявся експериментальним стилем. Він відмовився від традиційної розповіді більшості романів і натомість розкрив сюжет у формі змішаних фрагментів тексту, листів і віршів, навіть включивши уривок про потік свідомості. Цей підхід став результатом поєднання «Романтичного егоїста», його попередньої спроби роману, з різними оповіданнями та віршами, які він написав, але ніколи не публікував.
Це атональне поєднання різних вигаданих елементів спонукало критиків вшановувати Фіцджеральда як першопрохідця, чиї роботи модернізували непохитну літературу, яка «так само далеко відстала від сучасних звичок, як і від сучасної історії». «„По цей бік раю“ зараз може здатися не таким особливим», — засвідчила письменниця Дороті Паркер десятиліттями пізніше, «але в 1920 році його вважали експериментальним романом; він відкрив нову основу».

#### Аномалії прози
Пізніше, ніж у більшості сучасних письменників його епохи, авторський голос Фіцджеральда з часом розвивався та дозрівав, і кожен із його романів представляв помітний прогрес у літературній якості. Хоча згодом його вважали «найкращим оповідальним даром століття», цей талант не був очевидним у романі «По цей бік раю». Вважаючи, що проза має основу в ліричних віршах, Фіцджеральд створював свої речення на слух, і, отже, «По цей бік раю» містить численні малопропізми та описові non sequiturs (логічні невідповідності), які дратували читачів і рецензентів. Розмірковуючи над цими численними недоліками, критик Едмунд Вілсон зауважив, що перший роман Фіцджеральда продемонстрував майже всі можливі недоліки та слабкості, якими може володіти роман.

### Посмертний аналіз
This Side of Paradise (1920)
Останніми роками основоположні теми нарцисизму та фемінізму в романі розглядалися в різноманітних наукових есе. Дослідниця Саорі Танака стверджує, що «Еморі пізнає себе через Беатріс і своїх чотирьох коханок, які схожі на п'ять листів скла. Вони є його відбивачками… відображають його нарцисизм і внутрішню сторону».
Перші три жінки в книзі дозволяють Еморі мріяти самозакоханим способом. Після участі у війні та втрати фінансової основи, останні дві жінки, яких він зустрічає, Розалінда та Елеонора, «змушують його не мріяти, а прокидатися» у післявоєнній Америці. «З Беатріс та Ізабель Еморі активізує грандіозне „я“, — стверджує Танака, з Кларою та Розаліндою він обмежує нарцисизм, а з Елеонорою він здобуває реалістичне уявлення про себе».
Інші аналізували феміністичні теми у творі. Вчений Ендрю Ріккардо вважає кількох персонажів феміністськими шаблонами. Персонаж Елеонори виступає як «любовна подруга, терапевтична подруга та інша розмова». Маючи високу освіту в обговоренні поезії та філософії, «Елеонора не лише зіставляє свої бажання з довготривалими очікуваннями жінок свого часу, але й слугує провісницею вимог, які будуть висунуті до жінок».

## Спадщина і вплив
[Фіцджеральд] був для повоєнної американської літератури тим, ким був Віктор Гюго для свого часу; а «По цей бік раю»... був маніфестом «молодого покоління»... Він змусив це дике, гостре, захоплене молоде покоління усвідомити себе; він заохотив незліченну кількість початківців до відкритого бунту проти банальностей і багатослівного аналізу прецедентів. У літературному плані вплив Фіцджеральда настільки великий, що його неможливо оцінити.
Як експериментальний роман, «По цей бік раю» вплинув на наступне покоління майбутніх американських письменників, і такі критики, як Джон В. А. Вівер, порівнювали вплив Фіцджеральда на післявоєнну американську літературу з великим впливом Віктора Гюго на французьку літературу. Протягом двох років, на хвилі молодих наслідувачів, які писали в більш експериментальних стилях і відкидали традиційну структуру історії, Вівер оголосив вплив Фіцджеральда на молодих письменників таким великим, що його неможливо оцінити. У своїх мемуарах «Автобіографія Аліси Б. Токлас» Ґертруда Стайн написала, що роман Фіцджеральда створив у свідомості публіки це нове покоління молодих письменників.
Окрім літературного впливу на молодих письменників, соціальні коментатори приписують роману Фіцджеральда глибокий культурний вплив, який нібито надихнув молоде покоління американців на повстання проти соціальних норм і культурних стандартів своїх старших. Зазначаючи популярну асоціацію між Фіцджеральдом і бунтівною молоддю доби джазу, критик Берк Ван Аллен писав у 1934 році, що «жодне покоління американців не мало такого переконливого й несміливого літописця, як Фіцджеральд, і жодного автора не ототожнювали так із записаним поколінням».
Популярне визнання Фіцджеральда літописцем безтурботної молодості та проповідником гедонізму епохи джазу викликало до нього ворожнечу реакційних суспільних діячів. Коли він помер у 1940 році, соціальні консерватори раділи його смерті. Пишучи в The New York World-Telegram, оглядач Вестбрук Пеглер писав, що смерть Фіцджеральда за кілька тижнів до цього знову пробудила «спогади про дивну купку недисциплінованих і самозакоханих нахаб, які вирішили не тягнути свій човен і хотіли, щоб світ кинув усе, сів і поплакав разом з ними. Копняк під зад і стусани по голові були більше схожі на їхні потреби». Через таке широко поширене сприйняття Фіцджеральда та його літературних творів Балтіморська єпархія відмовила йому в католицькому похованні та відмовила його родині в дозволі інтернувати його в церкві Св. Марії в Роквіллі, штат Меріленд.
Спостерігаючи за радісними висловлюваннями соціальних консерваторів після смерті Фіцджеральда, есеїст Гленвей Вескотт висловив думку, що такі люди ніколи не зможуть стерти вплив роману Фіцджеральда «По цей бік раю» на Америку 1920-х років і молодих американців. «Самозакохані моралісти можуть тріумфувати над ним, якщо захочуть, — писав Вескотт у редакційній статті 1941 року, але „По цей бік раю“ переслідував десятиліття, як пісня, популярна, але досконала. Вона висіла над цілим молодіжним рухом, як прапор, дещо вицвілий і витертий вітром; вітер з нього вивітрився. Але книга, яку справді читають хлопці з коледжів, — це рідкісна річ, яку не можна відкинути без діла або в момент суворої витонченості».

### Цитати
1. 1 2  
Tate 1998; Shinn 1920; Brooke 1918.
2. 1 2  Wilson, 1952: «…можна зрозуміти той дикий ентузіазм, з яким вітали „По цей бік раю“».
3. ↑  
Mencken 1920; Butcher 1920; Kazin 1951.
4. 1 2 3 4 5 6  Bruccoli, 1981, с. 136—137.
5. 1 2  Mizener, 1951: Фіцджеральд скаржився, що «книга не зробила мене таким багатим, як я думав».
6. 1 2  Bruccoli, 1981: «Продажі „По цей бік раю“ не зробили Фіцджеральда багатим».
7. 1 2  Buller, 2005: «Поява роману… зробила його відомим».
8. 1 2  Tate, 1998: «З публікацією „По цей бік раю“ у 1920 році Ф. Скотт Фіцджеральд став національною літературною фігурою».
9. 1 2  Fitzgerald, 1945: «Ціна моєї історії зросла з 30 до 1000 доларів. Це невелика ціна порівняно з тим, що платили пізніше, під час Буму, але те, як це звучало для мене, не можна перебільшити».
10. ↑  Bruccoli, 1981, с. 99—102, 127—28.
11. 1 2 3  
Bruccoli 1981; Kazin 1951.
12. 1 2 3 4  The Montgomery Advertiser, 1922, с. 25.
13. 1 2  Bruccoli, 1981, с. 83—84, 127.
14. 1 2 3 4  Fitzgerald, 1945: «Покоління, яке було підлітком під час плутанини війни, грубо відсунуло моїх сучасників з дороги і затанцювало в центрі уваги. Це було покоління, чиї дівчата драматизували себе в ролі розпусниць, покоління, яке розбещувало своїх старших і врешті-решт переступило через брак моралі, а не через брак смаку».
15. 1 2 3 4 5  Bruccoli, 1981: Фіцджеральд наполягав, що «справжнім втраченим поколінням… були ті, хто був молодим одразу після війни, бо саме вони мали безмежну віру».
16. 1 2  Fitzgerald, 2004: «Повоєнне покоління — це абсолютно розбите покоління. Молодь страждала від перерваної освіти. Пан Фіцджеральд вважає це покоління дуже слабким і схильним шукати взірця для наслідування у двох старших груп, не маючи чіткого уявлення про те, який з них є еталоном для наслідування. У цій групі немає життєвої сили, і вона найкраще описана в художній літературі в таких книгах, як „Пластиковий вік“ і „Полум'яна молодість“».
17. 1 2 3  Coghlan, 1925: «„По цей бік раю“ зосередив увагу всієї нації на проблемах „розпусників і салонних змій“, яких вона раніше знала просто як своїх дочок і синів. Деякі старі журнали все ще обговорюють ці проблеми з нудною серйозністю».
18. 1 2 3  Butcher, 1925: "«По цей бік» раю зробила його «першою людиною, яка на самотній дорозі увімкнула прожектор на задньому сидінні».
19. 1 2  Gray, 1946: «Вони були найяскравішими представниками того „втраченого покоління“, фрагменти якого Гертруда Стайн постійно натрапляла на паризьких вулицях».
20. 1 2  Bruccoli, 1981: "…заперечення Фіцджеральда проти крилатої фрази Гертруди Стайн про «втрачене покоління», яка стала популярною завдяки використанню Гемінґвеєм як епіграфа до роману «І сонце сходить». Тоді як Стайн ототожнювала втрачене покоління з ветеранами війни, Фіцджеральд наполягав на тому, що втрачене покоління — це довоєнна група, і висловлював довіру до «людей війни».
21. 1 2  
Butcher 1925, p. 11; Coghlan 1925, p. 11.
22. 1 2  
Broun 1920; Kazin 1951.
23. 1 2  Kazin, 1951, с. 13, 123, 125.
24. ↑  
Bruccoli 1981; Turnbull 1962.
25. ↑  Milford, 1970: «Скотту відмовили в католицькому похованні, якого він хотів, тому що він помер не в церкві. Його книги були заборонені».
26. ↑  Fitzgerald, 1921, с. 304.
27. ↑  Fitzgerald, 1921: Фіцджеральд пише, що минув початок квітня їхнього останнього року навчання, «це була остання весна» в Прінстоні, і вони «розгрібали всесвіт по вугіллю протягом чотирьох років».
28. ↑  
Bruccoli 1981, p. 93; Tate 1998, p. 126.
29. ↑  Fitzgerald, 1921, с. 305.
30. 1 2  Turnbull, 1962, с. 259.
31. ↑  Bruccoli, 1981, с. 126—127.
32. ↑  Bruccoli, 1981: «Ейморі Блейн — досить ідеалізований Фіцджеральд».
33. ↑  Tate, 1998, с. 22.
34. ↑  Bernstein, 2009: «Фіцджеральд називав Гобарта Ейморі Гейра (Хобі) Бейкера „ідеалом, гідним всього, що є в моїй захопленій уяві“, і назвав на його честь головного героя свого роману „По цей бік раю“ Еморі».
35. 1 2  Salvini, 2005, с. 49.
36. ↑  
Smith 2003, p. E1; Tate 1998, p. 24.
37. ↑  
Bruccoli 1981, pp. 125, 127; Noden 2003.
38. ↑  Smith, 2003, с. E1.
39. ↑  Donaldson, 1983, с. 48.
40. ↑  Eble, 1963, с. 115.
41. ↑  Mizener, 1972: «Джиневра втілила в життя ідеал, за який Фіцджеральд чіплявся все життя; до кінця своїх днів думка про неї могла викликати сльози на його очах».
42. ↑  
Stevens 2003; Noden 2003.
43. 1 2  Tate, 1998, с. 40.
44. ↑  Bruccoli, 1981: «Розалінда — це поєднання Зельди та Беатріс Норманд з „Тоно-Бунге“».
45. 1 2  Tate, 1998: «Не бажаючи чекати, поки Фіцджеральд досягне успіху в рекламному бізнесі, і не бажаючи жити на його невелику зарплату, Зельда розірвала їхні заручини».
46. 1 2 3  За Вагнером-Мартіном (Wagner-Martin, 2004) та Брукколі (Bruccoli, 1981), під час її безтурботної юності південної красуні на Півдні Джима Кроу, заможна родина Зельди наймала півдюжини домашніх слуг, багато з яких були афроамериканцями. Відтак, Зельда не звикла до будь-якої відповідальності.
47. 1 2  Gallo, 1978: «Навіть після того, як Зельда покохала Скотта, вона не погодилася на шлюб, який обіцяв лише романтику та бідність. Вона хотіла розкоші, і Скотт мав би її забезпечити».
48. 1 2  
Bruccoli 1981; Turnbull 1962; Milford 1970.
49. ↑  
Mizener 1951; Tate 1998.
50. ↑  
Mizener 1951; Bruccoli 1981.
51. 1 2  
Tate 1998; MacKie 1970.
52. ↑  MacKie, 1970: Скотт «завжди намагався побачити, як далеко він може зайти в пробудженні ваших почуттів, але це завжди було за допомогою слів… Це був його перший досвід спілкування з південними дівчатами, які, в свою чергу, мали досвід спілкування з менш боязкими південними хлопцями. Південні хлопці, яких я знав, попри їхню словесну млявість, принаймні розуміли, про що йдеться, і були більш агресивними та емоційно задоволеними. Боюся, що в 1917 році Скотт просто не був дуже жвавим самцем».
53. ↑  MacKie, 1970, с. 23.
54. 1 2  
Fitzgerald 1921; Tate 1998.
55. 1 2  Fessenden, 2005: «Біографи описують Фея як „естета fin-de-siècle“, який мав неабияку привабливість; „денді, завжди сильно напарфумованого“, який познайомив підлітка Фіцджеральда з Оскаром Вайлдом і хорошим вином».
56. 1 2  Bruccoli, 1981: «Якщо Фей був гомосексуалістом, як це стверджується бездоказово, то Фіцджеральд, ймовірно, не знав про це».
57. 1 2 3 4  Bruccoli, 1981, с. 127.
58. 1 2  
Turnbull 1962; Tate 1998.
59. ↑  Mizener, 1951: «Фіцджеральд використав три листи Фея і один його вірш у „По цей бік раю“».
60. 1 2 3 4  Mizener, 1951, с. 44.
61. ↑  Tate, 1998, с. 186.
62. 1 2  
Tate 1998; Mizener 1972; Mizener 1951.
63. ↑  
Salvini 2005; Bernstein 2009.
64. ↑  The New York Times, 1919.
65. ↑  Salvini, 2005, с. 62, 94—101, 111—119.
66. ↑  Fitzgerald, 1921, с. 55—57.
67. 1 2 3  
Bruccoli 1981; Tate 1998.
68. ↑  Tate, 1998, с. 21.
69. 1 2  Turnbull, 1962, с. 7.
70. ↑  Bruccoli, 1981, с. 44—45, 65—75, 102—106.
71. ↑  Turnbull, 1962, с. 73.
72. ↑  West, 2005, с. 21.
73. ↑  
Smith 2003; West 2005.
74. ↑  West, 2005, с. 35.
75. ↑  West, 2005, с. 42.
76. ↑  Mizener, 1951, с. 70.
77. 1 2  Bruccoli, 1981: «Як і всі піхотні лейтенанти того часу, Фіцджеральд очікував, що його вб'ють у бою. Він почав писати роман у тренувальному таборі, сподіваючись залишити свідчення свого генія».
78. 1 2  
Wilson 1952; Fitzgerald 2004; Kazin 1951.
79. ↑  Bruccoli, 1981, с. 84—85.
80. 1 2 3 4  Bruccoli, 1981, с. 103.
81. ↑  
Turnbull 1962; Tate 1998; Bruccoli 1981.
82. ↑  Berg, 1978, с. 12—13.
83. 1 2  Turnbull, 1962, с. 82.
84. 1 2  Bruccoli, 1981, с. 86.
85. 1 2 3  Bruccoli, 1981, с. 88—89.
86. ↑  
Tate 1998; Bruccoli 1981.
87. ↑  Piper, 1965: «Зельда була привабливою і життєрадісною і багато в чому нагадувала йому Джиневру Кінг».
88. ↑  West, 2005, с. 65—66, 73.
89. ↑  Piper, 1965, с. 40.
90. 1 2  Turnbull, 1962, с. 102.
91. ↑  Bruccoli, 1981, с. 87—89.
92. ↑  West, 2005, с. 65—66.
93. ↑  West, 2005, с. 66—70, 73.
94. ↑  Tate, 1998, с. 251.
95. ↑  Turnbull, 1962, с. 92—93.
96. ↑  Fitzgerald, 1945, с. 18: "In any case, the Jazz Age now raced along under its own power, served by great filling stations full of money".
97. ↑  Fitzgerald, 1945, с. 15: The Jazz Age represented "a whole race going hedonistic, deciding on pleasure".
98. ↑  
Turnbull 1962; Fitzgerald 1945.
99. ↑  Milford, 1970, с. 39.
100. ↑  Tate, 1998, с. 282.
101. ↑  Fitzgerald, 1966, с. 108.
102. ↑  Bruccoli, 1981: 4 грудня 1918 року Фіцджеральд писав: «Я твердо вирішив, що не буду, не повинен, не можу, не повинен, не повинен одружуватися».
103. ↑  
Milford 1970; Turnbull 1962.
104. 1 2  Mizener, 1951: «Зельда сумнівалася, чи заробить він коли-небудь достатньо грошей, щоб вони могли одружитися», і Фіцджеральд був змушений доводити, що «він достатньо багатий для неї».
105. ↑  Milford, 1970, с. 52.
106. ↑  Brooke, 1918, с. 15.
107. ↑  Stern, 1970, с. 7.
108. 1 2  Turnbull, 1962, с. 93—94.
109. ↑  Bruccoli, 1981: «Коли він виліз на підвіконня і погрожував стрибнути, ніхто не намагався його зупинити».
110. 1 2  Bruccoli, 1981, с. 101.
111. 1 2 3  Bruccoli, 1981, с. 100—101.
112. ↑  
Milford 1970; West 2005.
113. 1 2  Bruccoli, 1981, с. 95.
114. ↑  Fitzgerald та Fitzgerald, 2002, с. 96.
115. ↑  
Cline 2002; Turnbull 1962; Fitzgerald 1991.
116. ↑  Згідно з Cline, 2002, Зельда стверджувала, що черпала свою силу в конфедеративному минулому Монтгомері.
117. 1 2 3 4 5  Tate, 1998, с. 252.
118. 1 2  Berg, 1978, с. 15—19.
119. 1 2  
Berg 1978; Bruccoli 1981; Turnbull 1962; Tate 1998.
120. 1 2  Turnbull, 1962: «Чарльз Скрібнер-старший вагався, чи ставити свій відбиток на „По цей бік раю“, який здавався йому легковажним. Коли він піддався ентузіазму Максвелла Перкінса, свого найбільш далекоглядного редактора, монархія Скрібнерів перейшла до революції».
121. 1 2  Berg, 1978, с. 15—22.
122. ↑  Milford, 1970: «„По цей бік раю“ мав… блискучий успіх…»
123. ↑  Mizener, 1951, с. 87.
124. ↑  Bruccoli, 1981, с. 137.
125. ↑  Bruccoli, 1981: Фіцджеральд писав у 1939 році: «Ти [Зельда] підкорилася в момент нашого шлюбу, коли твоя пристрасть до мене була на такому ж низькому рівні, як і моя до тебе. … Я ніколи не хотів ту Зельду, на якій одружився. Я покохав тебе знову лише після того, як ти завагітніла».
126. ↑  Turnbull, 1962: «Перемога була солодкою, хоча й не такою солодкою, як півроку тому, коли Зельда відкинула його. Фіцджеральд не зміг повернути трепет їхнього першого кохання».
127. ↑  Bruccoli, 1981:У липні 1938 року Фіцджеральд писав доньці: «Я вирішив одружитися з твоєю матір'ю, хоча знав, що вона зіпсована і не приносить мені нічого доброго. Я одразу ж пошкодував, що одружився з нею, але, будучи терплячим у ті дні, зробив усе можливе».
128. ↑  Bruccoli, 1981: Описуючи свій шлюб із Зельдою, Фіцджеральд сказав, що, окрім «довгих розмов» до пізньої ночі, їхнім стосункам бракувало «близькості», якої вони ніколи не «досягали в буденному світі шлюбу».
129. ↑  Turnbull, 1962: «Фіцджеральд не зміг відтворити трепет їхнього першого кохання».
130. ↑  Turnbull, 1962, с. 115.
131. 1 2  Butcher, 1925, с. 11.
132. ↑  Weaver, 1922: «Але головне, що зробила перша книга, — це представила новий матеріал; вона змусила це дике, гостре, сповнене ентузіазму молоде покоління усвідомити себе; вона заохотила їх до самовираження; до відкритого бунту проти банальностей і повсякденного аналізу прецедентів. У літературному плані вплив Фіцджеральда настільки великий, що його неможливо оцінити».
133. ↑  Fitzgerald та Fitzgerald, 2002: «…де молоді люди в родстерах ведмежого кольору мчать до будь-якого місця, де домінує Женевра [Кінг] Мітчелл».
134. ↑  Fitzgerald, 2004, с. 6—7.
135. ↑  Fitzgerald, 1945, с. 14—15.
136. ↑  Gallo, 1978: «„По цей бік раю“ був визнаний своєю книгою захопленими молодими читачами Фіцджеральда».
137. 1 2  Kazin, 1951, с. 119.
138. ↑  
Bruccoli 1981; Rascoe 1920.
139. ↑  Bruccoli, 1981, с. 127—128.
140. ↑  Bruccoli, 1981: «Зовнішність Фіцджеральда прискорила його піднесення до статусу знаменитості. Його вражаюча зовнішність у поєднанні з молодістю та блиском доповнювали образ письменника як романтичної постаті. Він чудово фотографувався, особливо в профіль; і, хоча ніколи не був денді, добре одягався в колегіальному стилі Brooks Brothers. У двадцятих роках він часто ходив з палицею, як і багато молодих людей. Часто зауважували, що Фіцджеральд виглядав як фігура з реклами коміра».
141. 1 2  Fitzgerald, 2004, с. 7.
142. ↑  Fitzgerald, 1945, с. 14, 18.
143. ↑  
Fitzgerald 1945; Fitzgerald 2004.
144. ↑  Broun, 1920, с. 14.
145. ↑  
Wilson 1952; Fitzgerald 1945.
146. ↑  Fitzgerald, 1945, с. 15—16.
147. ↑  
Rascoe 1920; Bryer 1978.
148. ↑  
Bruccoli 1981; Mencken 1920; Ford 1920; Butcher 1920.
149. ↑  Rascoe, 1920, с. 11.
150. ↑  
Rascoe 1920; Bruccoli 1981.
151. 1 2  Butcher, 1920, с. 33.
152. ↑  
Kronenberger 1934, p. 50; Mizener 1951, pp. 112–113; Bruccoli 1981, p. 138.
153. ↑  
Kronenberger 1934, p. 50; Mizener 1951, pp. 112-113; Bruccoli 1981, p. 138.
154. 1 2 3 4  Mencken, 1920, с. 140.
155. 1 2  Bruccoli, 1981, с. 125.
156. ↑  
Wilson 1952; Mencken 1925; Ford 1920.
157. ↑  Ford, 1920, с. 52.
158. ↑  
Stagg 1925; Mencken 1925.
159. ↑  Mencken, 1925, с. 9.
160. ↑  Wilson, 1952, с. 32.
161. 1 2 3 4  Fitzgerald, 1945, с. 88—89.
162. ↑  Campus Critic, 1920, с. 2.
163. ↑  
Fitzgerald 1945; Campus Critic 1920; Kent 1920.
164. ↑  
The Daily Princetonian 1922; Bruccoli 1981.
165. ↑  Kent, 1920, с. 3.
166. ↑  
Bruccoli 1981; Time Magazine 1931.
167. 1 2  Bruccoli, 1981, с. 128.
168. 1 2  Bruccoli, 1981, с. 129.
169. 1 2  Turnbull, 1962, с. 108.
170. 1 2  
Fitzgerald 1945; Turnbull 1962.
171. 1 2 3 4 5 6  Donaldson, 1983, с. 40.
172. ↑  Wilson, 1952, с. 28—29.
173. ↑  Bruccoli, 1981, с. 105.
174. ↑  
Milford 1970; Weaver 1922.
175. ↑  Berg, 1978, с. 14.
176. ↑  Prigozy, 2002, с. 48—56.
177. ↑  Kazin, 1951, с. 128.
178. ↑  Milford, 1970, с. 67.
179. ↑  
McCardell 1926; Mencken 1925; Butcher 1925; Van Allen 1934.
180. 1 2  Van Allen, 1934, с. 83.
181. ↑  Kazin, 1951, с. 13, 122.
182. ↑  Wilson, 1952, с. 638.
183. ↑  
Wilson 1952; Wilson 1952.
184. ↑  Wilson, 1952, с. 28.
185. ↑  Fitzgerald, 1921, с. 278.
186. ↑  
Tanaka 2004; Riccardo 2012.
187. ↑  Tanaka, 2004, с. 126.
188. ↑  Tanaka, 2004, с. 131.
189. ↑  Tanaka, 2004, с. 134.
190. ↑  Riccardo, 2012, с. 26—57.
191. 1 2  Riccardo, 2012, с. 36.
192. ↑  
Butcher 1920; Weaver 1922; Milford 1970.
193. ↑  Wilson, 1952: «До «По цей бік раю» багато хто писав, але молоде покоління ніколи не усвідомлювало себе до цього часу, як і широка громадськість не усвідомлювала цього. Моє гасло полягає в тому, що я є людиною, яка зробила Америку свідомою щодо Молодого Покоління».
194. ↑  Weaver, 1922, с. 3.
195. ↑  Stein, 1933: «Стайн була дуже вражена «По цей бік раю». Вона прочитала її, коли вона вийшла, ще до того, як знала когось із молодих американських письменників. Вона сказала про неї, що саме ця книга дійсно створила для публіки нове покоління».
196. ↑  
Kazin 1951; The Montgomery Advertiser 1922.
197. ↑  Есе Гленвея Вескотта 1941 року, зібране в Kazin, 1951: «Фіцджеральд, видатний агресор у маленькій війні, яка розділила наші середні класи у двадцятих роках — війні моральної емансипації проти моральної пихи, полум'яної молоді проти старої гвардії — безумовно, підвів свою сторону. Чемпіон мертвий, як дверний цвях. Самовдоволені моралісти можуть тріумфувати над ним, якщо захочуть».
198. ↑  Kazin, 1951, с. 125.
199. ↑  Bruccoli, 1981, с. 490—491.
200. ↑  Turnbull, 1962: «Фіцджеральд хотів бути похованим з родиною на католицькому кладовищі в Роквіллі, але оскільки він помер невіруючим, єпископ висловив заперечення, і він був похований на Юніон Кладовищі неподалік».
201. ↑  Milford, 1970: «Скотту відмовили в католицькому похованні, якого він хотів, тому що він помер не будучи в церкві. Його книги були заборонені».
202. 1 2  Kazin, 1951, с. 119—123.

### Цитовані роботи
- A Disciple of Fitzgerald, The Daily Princetonian (вид. Saturday), Princeton, New Jersey, т. 42, № 185, 11 лютого 1922, с. 2, процитовано 26 жовтня 2022 — через Princeton University Library
- Berg, A. Scott (1978), Max Perkins: Editor of Genius, New York: Simon & Schuster, ISBN 0-671-82719-7 — через Internet Archive
- Bernstein, Mark F. (2009), Princeton Football, Charleston, South Carolina: Arcadia Publishing, ISBN 978-0-7385-6584-2 — через Google Books
- Brooke, Rupert (1918), Tiare Tahiti, The Collected Poems of Rupert Brooke, London: Sidgwick & Jackson, с. 15 — через Internet Archive
- Broun, Heywood (14 квітня 1920), Books, The New York Tribune (вид. Wednesday), New York City, с. 14, процитовано 7 грудня 2021 — через Newspapers.com
- Bruccoli, Matthew J. (1981), Some Sort of Epic Grandeur: The Life of F. Scott Fitzgerald (вид. 1st), New York and London: Harcourt Brace Jovanovich, ISBN 0-15-183242-0 — через Internet Archive
- Bryer, Jackson R., ред. (1978), F. Scott Fitzgerald: The Critical Reception, Burt Franklin & Co., ISBN 0-89102-111-6, LCCN 78-8268 — через Internet Archive
- Buller, Richard (2005), F. Scott Fitzgerald, Lois Moran, and the Mystery of Mariposa Street, The F. Scott Fitzgerald Review, University Park, Pennsylvania: Penn State University Press, 4: 3—19, doi:10.1111/j.1755-6333.2005.tb00013.x, JSTOR 41583088
- Butcher, Fanny (18 квітня 1925), New Fitzgerald Book Proves He's Really a Writer, The Chicago Tribune (вид. Saturday), Chicago, с. 11, процитовано 7 грудня 2021 — через Newspapers.com
- —————— (13 червня 1920), Tabloid Book Review, The Chicago Tribune (вид. Sunday), Chicago, с. 33, процитовано 8 грудня 2021 — через Newspapers.com
- Campus Critic (16 квітня 1920), Diogenes' Lamp, The Daily Princetonian (вид. Friday), Princeton, New Jersey, т. 41, № 38, с. 2, процитовано 26 жовтня 2022 — через Princeton University Library
- Cline, Sally (2002), Zelda Fitzgerald: Her Voice in Paradise, New York: Arcade Publishing, ISBN 1-55970-688-0 — через Internet Archive
- Coghlan, Ralph (25 квітня 1925), F. Scott Fitzgerald, The St. Louis Post-Dispatch (вид. Saturday), St. Louis, Missouri, с. 11, процитовано 7 грудня 2021 — через Newspapers.com
- Davis, Susan Lawrence (1924), Authentic History Ku Klux Klan, 1865–1877, New York: Anonymous Publisher, LCCN 24004514 — через Internet Archive
- Died in Farewell Flight. 'Hobey' Baker Was on the Eve of Leaving for America (PDF), The New York Times (вид. Thursday), New York City, 23 січня 1919, процитовано 8 жовтня 2024
- Donaldson, Scott (1983), Fool for Love: F. Scott Fitzgerald, New York: Congdon & Weed, ISBN 0-312-92209-4 — через Internet Archive
- Eble, Kenneth E. (1963), F. Scott Fitzgerald, Boston, Massachusetts: Twayne Publishers, LCCN 63-10953 — через Internet Archive
- Fessenden, Tracy (2005), F. Scott Fitzgerald's Catholic Closet, U.S. Catholic Historian, Washington, D.C.: The Catholic University of America Press, 23 (3): 19—40, JSTOR 25154963
- Fitzgerald, F. Scott (2004), Bruccoli, Matthew J.; Baughman, Judith (ред.), Conversations with F. Scott Fitzgerald, Jackson, Mississippi: University of Mississippi Press, ISBN 1-57806-604-2 — через Google Books
- ———————— (1945), Wilson, Edmund (ред.), The Crack-Up, New York: New Directions Publishing|New Directions, LCCN 45035148 — через Internet Archive
- ———————— (July 1966) [January 1940], Turnbull, Andrew (ред.), The Letters of F. Scott Fitzgerald, New York: Charles Scribner's Sons — через Internet Archive
- ———————— (1921) [1920], This Side of Paradise, New York: Charles Scribner's Sons — через Internet Archive
- ————————; Fitzgerald, Zelda (2002) [1985], Bryer, Jackson R.; Barks, Cathy W. (ред.), Dear Scott, Dearest Zelda: The Love Letters of F. Scott and Zelda Fitzgerald, New York: St. Martin's Press, ISBN 978-1-9821-1713-9 — через Internet Archive
- Fitzgerald, Zelda (1991), Bruccoli, Matthew J. (ред.), The Collected Writings of Zelda Fitzgerald, New York: Charles Scribner's Sons, ISBN 0-684-19297-7 — через Internet Archive
- Ford, Lillian C. (9 травня 1920), Sheaf of Fiction, The Los Angeles Times (вид. Sunday), Los Angeles, с. 52, процитовано 23 вересня 2022 — через Newspapers.com
- Gallo, Rose Adrienne (1978), F. Scott Fitzgerald, New York: Frederick Ungar Publishing, ISBN 0-8044-2225-7, LCCN 76-15650 — через Internet Archive
- Gray, James (1946), On Second Thought, Minneapolis: University of Minnesota Press — через Internet Archive
- Kazin, Alfred, ред. (1951), F. Scott Fitzgerald: The Man and His Work (вид. 1st), New York City: World Publishing Company — через Internet Archive
- Kent, Ralph (15 квітня 1920), Undergraduate Frowns on 'This Side of Paradise', The Daily Princetonian (вид. Thursday), Princeton, New Jersey, т. 41, № 37, с. 3, процитовано 26 жовтня 2022 — через Princeton University Library
- Kronenberger, Louis (9 грудня 1934), The Smart Set's Palmy Days, The New York Times Book Review (вид. Sunday), New York, с. 2, процитовано 26 листопада 2024
- MacKie, Elizabeth Beckwith (1970), Bruccoli (ред.), My Friend Scott Fitzgerald, Fitzgerald/Hemingway Annual, Columbia: University of South Carolina Press, с. 16—27, процитовано 30 вересня 2022 — через Internet Archive
- McCardell, Lee (13 березня 1926), Short Stories From the Maturing Pen of Scott Fitzgerald, The Evening Sun (вид. Saturday), Baltimore, Maryland, с. 6, процитовано 7 грудня 2021 — через Newspapers.com
- Mencken, H. L. (1 серпня 1920), Books More or Less Amusing, The Smart Set, New York, т. 62, № 4, с. 140, архів оригіналу за 28 вересня 2022, процитовано 25 вересня 2022 — через Modernist Journals Project
- ——————— (2 травня 1925), Fitzgerald, the Stylist, Challenges Fitzgerald, the Social Historian, The Evening Sun (вид. Saturday), Baltimore, Maryland, с. 9, процитовано 7 грудня 2021 — через Newspapers.com
- Milford, Nancy (1970), Zelda: A Biography, New York: Harper & Row, LCCN 66-20742 — через Internet Archive
- Mizener, Arthur (1972), Scott Fitzgerald and His World, New York: G.P. Putnam's Sons, ISBN 978-0-500-13040-7 — через Internet Archive
- ——————— (1951), The Far Side of Paradise: A Biography of F. Scott Fitzgerald, Boston: Houghton Mifflin — через Internet Archive
- Noden, Merrell (5 листопада 2003), Fitzgerald's First Love: A Young Debutante Who Became the Model for Gatsby's Daisy, Princeton Alumni Weekly, Princeton, New Jersey, т. 93, № 8, архів оригіналу за 4 січня 2020, процитовано 2 вересня 2021
- Piper, Henry Dan (1965), F. Scott Fitzgerald: A Critical Portrait, New York: Holt, Rinehart, and Winston, LCCN 65-14435 — через Internet Archive
- Prigozy, Ruth, ред. (2002), The Cambridge Companion to F. Scott Fitzgerald, Cambridge, UK: Cambridge University Press, ISBN 978-0-521-62447-3 — через Google Books
- Rascoe, Burton (3 квітня 1920), A Youth in the Saddle, The Chicago Tribune (вид. Saturday), Chicago, Illinois, с. 11, процитовано 25 вересня 2022 — через Newspapers.com
- Riccardo, Andrew (1 січня 2012), Anticipative Feminism in F. Scott Fitzgerald's This Side of Paradise and Flappers and Philosophers, The Oswald Review, Aiken: University of South Carolina Aiken, 14 (1): 26—57
- Salvini, Emil R. (April 2005), Hobey Baker: American Legend, St. Paul, Minnesota: Hobey Baker Memorial Foundation, ISBN 0-9763453-0-7, LCCN 2005921385 — через Google Books
- Shinn, Charles H. (23 травня 1920), Weekly Comments, The Fresno Morning Republican (вид. Sunday), Fresno, California, с. 8A, процитовано 23 вересня 2022 — через Newspapers.com
- Smith, Dinitia (8 вересня 2003), Love Notes Drenched In Moonlight: Hints of Future Novels In Letters to Fitzgerald, The New York Times (вид. Monday), New York City, процитовано 7 грудня 2021
- Some Late Books, The Montgomery Advertiser (вид. Sunday), Montgomery, Alabama, 12 березня 1922, с. 25, процитовано 11 листопада 2024 — через Newspapers.com
- Stagg, Hunter (18 квітня 1925), Scott Fitzgerald's Latest Novel is Heralded As His Best, The Evening Sun (вид. Saturday), Baltimore, Maryland, с. 9, процитовано 7 грудня 2021 — через Newspapers.com
- Stein, Gertrude (1933), The Autobiography of Alice B. Toklas, Rahway, New Jersey: Quinn & Boden Company — через Internet Archive
- Stern, Milton R. (1970), The Golden Moment: The Novels of F. Scott Fitzgerald, Champaign: University of Illinois Press, ISBN 978-0-252-00107-9 — через Internet Archive
- Stevens, Ruth (7 вересня 2003), Before Zelda, There Was Ginevra, Princeton Weekly Bulletin, Princeton, New Jersey, т. 93, № 1, архів оригіналу за 1 серпня 2020, процитовано 17 грудня 2022
- Svrluga, Susan (22 лютого 2016), Calls to change U. of Alabama building name to honor Harper Lee instead of KKK leader, The Washington Post (вид. Monday), Washington, D.C., процитовано 21 грудня 2021
- Tanaka, Saori (24 грудня 2004), Mirror Images Reflecting Self: Narcissism in F. Scott Fitzgerald's This Side of Paradise (PDF), Osaka Literary Review, Osaka, Japan: Osaka University, 43: 123—140, doi:10.18910/25224, hdl:11094/25224
- Tate, Mary Jo (1998) [1997], F. Scott Fitzgerald A to Z: The Essential Reference to His Life and Work, New York: Facts On File, ISBN 0-8160-3150-9 — через Internet Archive
- Turnbull, Andrew (1962) [1954], Scott Fitzgerald, New York: Charles Scribner's Sons, LCCN 62-9315 — через Internet Archive
- Van Allen, Burke (22 квітня 1934), Almost a Masterpiece: Scott Fitzgerald Produces a Brilliant Successor to 'The Great Gatsby', The Brooklyn Daily Eagle (вид. Sunday), Brooklyn, New York, с. 83, процитовано 7 грудня 2021 — через Newspapers.com
- Wagner-Martin, Linda (Summer 2004), Zelda Sayre, Belle, Southern Cultures, Chapel Hill: University of North Carolina Press, 10 (2): 19—49, doi:10.1353/scu.2004.0029, JSTOR 26390953, S2CID 143270051
- Weaver, John V. A. (4 березня 1922), Better Than 'This Side of Paradise', The Brooklyn Daily Eagle (вид. Saturday), Brooklyn, New York, с. 3, процитовано 7 грудня 2021 — через Newspapers.com
- West, James L. W. III (2005), The Perfect Hour: The Romance of F. Scott Fitzgerald and Ginevra King, His First Love, New York: Random House, ISBN 978-1-4000-6308-6 — через Internet Archive
- Whitest Man, Time, New York City, 19 січня 1931, архів оригіналу за 15 грудня 2008, процитовано 23 листопада 2024
- Wilson, Edmund (1952), The Shores of Light: A Literary Chronicle of the Twenties and Thirties, New York: Farrar, Straus, and Young — через Internet Archive